# Перемога (Зачепиловский район)
Перемо́га (укр. Перемога; до 2016 г. Черво́ная Перемо́га) — село, Лебяжский сельский совет, Зачепиловский район, Харьковская область, Украина.
Код КОАТУУ — 6322281503. Население по переписи 2001 года составляет 75 (40/35 м/ж) человек.

## Географическое положение
Село Перемога находится в 4-х км от реки Берестовая (правый берег), на расстоянии в 2 км расположено село Кумы (Красноградский район) (железнодорожная станция Кумы), на расстоянии в 5,5 км расположено село Лебяжье (железнодорожная станция Лебяжье), по селу протекает пересыхающий ручей с запрудами.

## Происхождение названия
укр. Червона Перемога переводится как Красная Победа. В 2016 году из названия было убрано слово «Червоная».

## История
- 1920 — дата основания.
- 2016 — село Червоная Перемога переименовано в Перемога.

## Экономика
- Молочно-товарная ферма.

## Объекты социальной сферы
- Фельдшерско-акушерский пункт.